# Метеорний рій
Метео́рний рій — група порівняно невеликих твердих тіл, які утворюються внаслідок розпаду комет, та рухаються навколо Сонця майже однаковими орбітами
. Коли Земля під час свого руху орбітою перетинає метеорний рій, спостерігається метеорний потік.

## Структура
Молоді метеорні рої досить компактні. Вони займають порівняно невеликий об'єм (2—3× 1016км³) і мають поперечник у декілька тисяч кілометрів. Старі рої більш розтягнуті (іноді — уздовж усієї орбіти) і їх ширина може сягати десятків мільйонів кілометрів.